# Парк, Ронан
Ро́нан Дэви́д Парк (англ. Ronan David Parke, род. 8 августа 1998 года) — британский поп-певец из Поринглэнда, Норфолк, Великобритания, занявший второе место в пятом сезоне конкурса «Британия ищет таланты». После шоу было сообщено, что Ронан подписал совместный контракт на запись с Sony Music. Он выпустил свой дебютный альбом «Ronan Parke» 24 октября 2011 года. 3 мая 2012 Парк, Epic Records и Syco прекратили сотрудничество, итогом которого был выпуск одного альбома.

## Ранняя и личная жизнь
Ронан Дэвид Парк родился в Поринглэнде, деревня в Норфолке. У него есть старший брат Деклан. Ронан брал уроки пения в своем родном городе, прежде чем решился подать заявку на шоу. Ронан посещает Фремингемскую графскую среднюю школу в Норфолке.

## Карьера

### 2011: Британия ищет таланты
Ронан прослушивался для «Британия ищет таланты» в Лондоне перед судьями: Амандой Холден, Майклом МакИнтайром и Луисом Уолшем. Выступал с песней «Feeling Good» (1965 год) авторами которой являются Энтони Ньюли и Лесли Брикасс. Он получил восторженные отзывы после его работы, получил три «да» от судей и был в отправлен следующий раунд. После выхода в эфир его выступления на третьем концерте прослушиваний 30 апреля 2011 года Ронан стал явным фаворитом на победу в шоу. Во время полуфинала 30 мая 2011 года, Ронан исполняет песню «Make You Feel My Love» Боб Дилана. После его выступления он получил похвалу от всех четырёх судей: Дэвида Хассельхоффа (который не присутствовал на прослушивании Ронана), Макинтайра, Холден и Саймона Коуэлла. Парк получил высший общественный бал за ночь и был автоматически отправлен в финал. В финале 4 июня, Ронан исполнил «Because Of You» Келли Кларксон и получил овации от зрителей и судей, которые в очередной раз хвалили его за его мощное исполнением песни. Луи Уолш, который был в аудитории в финале, передал Коуэлл, а также похвалил Ронана сказав: «У меня встали волоски на затылке!». Тем не менее, Ронан уступил первое место Джей МакДауэлл с разницей всего лишь 2,6 % зрительских голосов.

##### Разногласия
Существовало утверждение, что Саймон Коуэлл «имел дело» с Ронаном в течение двух лет, прежде чем он пробовался на шоу, но Коуэлл и Парк оба отрицали, что имели предварительные контакты. Коуэлл сказал в полуфинале шоу, вышедшего в эфир 3 июня 2011 года: «Там были обвинения, выдвинутые … в интернете, что Ронан Парк имел предыдущий контракт с моим лейблом и что я встречался с ним раньше, оба из которых являются полной и абсолютной ложью. Первый раз я встретил Ронана, когда он появился на шоу, он попал сюда по его собственному желанию. Ему 12 лет, это целенаправленная кампания клеветы и это моя работа, как кто-то, кто работает на этом шоу, может знать, кто лжец, а кто нет. К Ронану относятся таким же образом, как и ко всем остальным, но решать может только общественность.» Коуэлл обратился в полицию, чтобы помочь ему в поисках источника этой истории, который рассказал, что творится внутри Sony Music UK. Впоследствии полицейское расследование было закрыто, а представитель Скотланд-Ярда сказал: «Вредоносное связи являются подлинной жалобой. Это преступление». и «Если быть честным, мне кажется, как будто все делает большие песни и танцы по поводу этого, кто-то мог бы сделать что-то вроде этого для рекламы.» Саймон Коуэлл позже заявил, что «ведь были люди, которые думали, что это была афера, или ещё хуже, что это правда. Это заставило меня чувствовать боль в животе».
В июле 2011 года, человек, ответственный за клевету показал, что он сфабриковал все требования. Он также признал, что у Коуэлла не было связей с Ронаном Парком, Sony Music, Syco, или «Британия ищет таланты». Он был предупрежден полицией и извинился перед Коуэллом. Представитель Sony Music сказал, что этот вопрос не будет рассматриваться в дальнейшем.

## Дискография

### Студийные альбомы
| Названия     | Доп. информация                                                                             | Верхние позиции в чартах |
| Названия     | Доп. информация                                                                             | UK                       |
| ------------ | ------------------------------------------------------------------------------------------- | ------------------------ |
| Ronan Parke  | - Дата: 24 октября 2011 - Лейбл: Syco Music - Форматы: CD, цифровая дистрибуция             | 22                       |
| Found My Way | - Дата: 9 ноября 2018 - Лейбл: Entertainment Management - Форматы: CD, цифровая дистрибуция | —                        |

### EP
| Названия                  | Доп. информация                                                                        | Верхние позиции в чартах iTunes |
| Названия                  | Доп. информация                                                                        | Бразилия                        |
| ------------------------- | -------------------------------------------------------------------------------------- | ------------------------------- |
| No Love (Like First Love) | - Дата: 27 июля 2018 - Лейбл: Entertainment Management - Форматы: цифровая дистрибуция | 22                              |

### Синглы
| Год  | Название                                        | Альбом       |
| ---- | ----------------------------------------------- | ------------ |
| 2011 | «A Thousand Miles»                              | Ronan Parke  |
| 2012 | «We Are Shooting Stars»                         | —            |
| 2012 | «Not Alone This Christmas» (feat. Luciel Johns) | —            |
| 2013 | «Move»                                          | —            |
| 2014 | «Defined»                                       | —            |
| 2018 | «No Love (Like First Love)»                     | Found My Way |
| 2018 | «Cheers»                                        | —            |